# سالیسوبنزون
سالیسوبنزون (به انگلیسی: Sulisobenzone) با فرمول شیمیایی C14H12O6S یک ترکیب شیمیایی با شناسه پاب‌کم ۱۹۹۸۸ است. که جرم مولی آن 308.31 g/mol می‌باشد. شکل ظاهری این ترکیب، پودر قهوهای مایل به زرد است.